# 李京恬
李京恬（1990年1月7日—），台灣女演員，國立台灣師範大學音樂系畢業。

## 簡介
國立台灣師範大學音樂系畢業。
2016年，飾演《戀愛鄰距離》裴家最小的妹妹「裴又欣」，與莫允雯飾演的「陸蔚萱」CP為「欣蔚戀」，成為當劇人氣最熱的演員。2017年，飾演《偽婚男女》女主角「武柔」，帥氣的中性氣質擄獲眾多粉絲。
2020年在陸劇《蝸牛與黃鸝鳥》，與張新成合作，大顯琴藝。

## 演出作品

### 電視劇
| 年份   | 播出頻道                               | 劇名             | 角色                |      |
| 2009年 | 台視                                   | 下一站，幸福     | 鋼琴老師/幼稚園老師 | 客串 |
| 2010年 | 优酷网                                 | 清蜜星體驗       | 小茜                | 主演 |
| 2010年 | 公視                                   | 死神少女         | 梅麗                | 主演 |
| 2013年 | 台視                                   | 真愛黑白配       | 郭美琪              | 客串 |
| 2014年 | 台視                                   | 神仙·老師·狗     | 陶紫晴              | 主演 |
| 2015年 | 愛奇藝                                 | 澀世紀傳說       | 朵貓貓              |      |
| 2015年 | 台視、三立都會台                       | 戀愛鄰距離       | 裴又欣              | 主演 |
| 2017年 | 三立都會台                             | 只為你停留       | 龔若安              |      |
| 2017年 | 愛奇藝、公視                           | 偽婚男女         | 武柔                | 主演 |
| 2018年 | LINE TV / 新浪電影                     | 愛，你想說什麼？ | 京恬(修甫的姊姊)    | 客串 |
| 2019年 | 芒果TV                                 | 請和男護士戀愛吧 | 夏天                | 主演 |
| 2020年 | 湖南衛視、 芒果TV                      | 蝸牛與黃鸝鳥     | 宋冉                | 主演 |
| 2021年 | 台視、三立都會台                       | 戀愛是科學       | 張沁藍              | 主演 |
| 2022年 | 華視、三立都會台                       | 門當互懟愛上你   | 李佳茵              | 主演 |
| 2023年 | 中華電信MOD、Hami Video 新加坡韓國影集 | 深網             | 沈瑞玲              | 主演 |
| 2025年 | 大愛電視台                             | 生日快樂         |                     | 客串 |
| 2025年 | 待播                                   | 扳手阿發         | 陳藍青              | 主演 |

### MV演出
| 年份   | 歌名     | 歌手   |
| 2007年 | 彩虹     | 周杰倫 |
| 2008年 | 看袂落去 | 蕭閎仁 |
| 2014年 | 書籤     | 張靚穎 |
| 2014年 | Play我呸 | 蔡依林 |

### 廣告
| 年份   | 廣告                                                |
| 2008年 | 樂事-麻辣新口味                                     |
| 2009年 | 必勝客-哈燒歡樂餐                                   |
| 2009年 | playa-徵選篇                                        |
| 2010年 | 人人網-廣場篇(中國)                                 |
| 2010年 | 康師傅-茉莉清茶 (清蜜星體驗)                        |
| 2010年 | Mos漢堡-南洋雞腿堡 (夕陽篇)                         |
| 2010年 | 光泉冷泡茶-樂群篇                                   |
| 2011年 | 麥當勞-雙層麥香魚                                   |
| 2012年 | L'oreal 巴黎萊雅-爽淨控油系列                       |
| 2012年 | 桂冠雲吞-心晴好好篇                                 |
| 2013年 | 比菲多-水果鑽食蒟蒻飲 (誘惑篇)                      |
| 2013年 | 三菱汽車-LANCER iO (美女篇)                         |
| 2013年 | 遠傳電信2013網路形象廣告                            |
| 2014年 | 家樂福-大咖光臨集點篇                               |
| 2014年 | Uniqlo-短褲 (在第19秒)                              |
| 2014年 | 1Mobile-介紹篇&活動篇                               |
| 2015年 | 台塑石油-鋼琴篇                                     |
| 2015年 | 統一速食麵-颱風篇                                   |
| 2015年 | 可愛多(中國)                                        |
| 2016年 | 俏美魔 從心愛自己 俏美新選擇 形象廣告               |
| 2016年 | 鞋全家福25週年系列-祖孫篇完整版                     |
| 2016年 | Xperia™ XZ 宣傳影片(香港)                           |
| 2016年 | Samsung Galaxy S7edge 貓眼篇                        |
| 2017年 | 達能脈動 運動飲料-求愛篇(中國)                      |
| 2017年 | Freeplus 喚醒妳的水潤早晨                           |
| 2017年 | 肯德基-蘭姆醺萄蛋撻                                 |
| 2018年 | 加多寶涼茶(中國)                                    |
| 2020年 | 【舒潔Viva到你家】我家的家常味年菜1：好事成雙糖醋魚 |
| 2021年 | 高露潔抗敏專家_冷風篇                               |
| 2023年 | 國泰世華銀行CUBE卡                                  |

## 節目通告
| 播出頻道                    | 節目名稱         |
| 中天綜合台                  | 大學生了沒       |
| 中視                        | 我猜我猜我猜猜猜 |
| 中天娛樂台                  | Mr.J頻道         |
| 三立都會台                  | 國光幫幫忙       |
| 三立都會台                  | 型男大主廚       |
| 華視                        | 天才衝衝衝       |
| YouTube的「完全娛樂」頻道   | 完全娛樂         |
| YouTube的「watch 哇趣」頻道 | 安安大明星       |

## 外部連結
- 李京恬的Facebook專頁
- 李京恬的Instagram帳戶
- 李京恬chingtien的新浪微博